# Csobánka
Csobánka é um município da Hungria, situado no condado de Peste. Tem 22,76 km² de área e sua população em 2015 foi estimada em 3.335 habitantes.